# Burg (Spreewald)
Burg (Spreewald) (baix sòrab: Bórkowy (Błota)) és una ciutat alemanya que pertany a l'estat de Brandenburg. Forma part de l'Amt Burg (Spreewald) i es troba a 20 kilòmetres de Cottbus

## Nuclis de població
- Müschen / Myšyn – 21,4% (1995) de la població parlen baix sòrab
- Burg-Dorf / Wobsedne Borkowy
- Burg-Kauper / Kuparske Borkowy
- Burg-Kolonie / Prizarske Borkowy 20,6% (1995) de la població parlen baix sòrab

## Personatges il·lustres
- Mina Witkojc, escriptora sòrab